# Mosze Eljokim Hopsztajn
Mosze Eljokim Hopsztajn (ur. 1757, zm. 1828) – rabin, w latach 1814–1828 drugi cadyk chasydzkiej dynastii Koźnic. Syn cadyka Isroela Hopsztajna.
Jego następcą został wnuk Isroela Hopsztajna - Chaim Meir Jechiel Szapira.